# Европско првенство у рукомету за жене 2020.
Четрнаесто Европско првенство у рукомету за жене одржало се у данским градовима Хернинг и Колдинг од 3. до 20. децембра 2020. године. Титулу шампиона је бранила репрезентација Француске.
Требало је првобитно Норвешка, заједно са Данском, да буде домаћин првенства. Међутим, због пандемије вируса корона, средином новембра Норвешка је обавестила Европску рукометну федерацију (EHF) да је одустала од домаћинства.
Ово првенство је било уједно и једно од квалификационих турнира за предстојеће Светско првенство 2021.
Репрезентација Норвешке по осми пут је освојила турнир победивши у финалу Француску. Хрватска је по први пут у успела да освоји медаљу на такмичењу поразивши Данску у борби за треће место.

## Градови домаћини
| Јиске банк боксен                                 | Јиске банк боксен | Арена норд         | Арена норд         | Спортска хала Ставангер | Спортска хала Ставангер |
| Капацитет: 15000                                  | Капацитет: 15000  | Капацитет: 2800    | Капацитет: 2800    | Капацитет: 7000         | Капацитет: 7000         |
|                                                   |                   |                    |                    |                         |                         |
| ФредериксхавнХернингОслоСтавангерТрондхејмКолдинг |                   |                    |                    |                         |                         |
| Осло                                              | Осло              | Трондхејм          | Трондхејм          | Колдинг                 | Колдинг                 |
| Теленор арена                                     | Теленор арена     | Трондхејм спектрум | Трондхејм спектрум | Сидбанк арена           | Сидбанк арена           |
| Капацитет: 15000                                  | Капацитет: 15000  | Капацитет: 8000    | Капацитет: 8000    | Капацитет: 5100         | Капацитет: 5100         |
|                                                   |                   |                    |                    |                         |                         |

## Квалификације
Услед пандемије ковида 19, квалификације су отказане, а коначни поредак репрезентација за 2018. годину одлучио је учеснике.

### Квалификоване екипе
| Репрезентација | Квалификован као         | Датум квалификације | Претходна учешћа                                                                  |
| -------------- | ------------------------ | ------------------- | --------------------------------------------------------------------------------- |
| Данска         | Домаћин                  | 20. септембар 2014. | 13 (1994, 1996, 1998, 2000, 2002, 2004, 2006, 2008, 2010, 2012, 2014, 2016, 2018) |
| Норвешка       | Домаћин                  | 20. септембар 2014. | 13 (1994, 1996, 1998, 2000, 2002, 2004, 2006, 2008, 2010, 2012, 2014, 2016, 2018) |
| Француска      | Коначна ранг-листа 2018. | 24. април 2020.     | 10 (2000, 2002, 2004, 2006, 2008, 2010, 2012, 2014, 2016, 2018)                   |
| Русија         | Коначна ранг-листа 2018. | 24. април 2020.     | 13 (1994, 1996, 1998, 2000, 2002, 2004, 2006, 2008, 2010, 2012, 2014, 2016, 2018) |
| Холандија      | Коначна ранг-листа 2018. | 24. април 2020.     | 7 (1998, 2002, 2006, 2010, 2014, 2016, 2018)                                      |
| Румунија       | Коначна ранг-листа 2018. | 24. април 2020.     | 12 (1994, 1996, 1998, 2000, 2002, 2004, 2008, 2010, 2012, 2014, 2016, 2018)       |
| Шведска        | Коначна ранг-листа 2018. | 24. април 2020.     | 11 (1994, 1996, 2002, 2004, 2006, 2008, 2010, 2012, 2014, 2016, 2018)             |
| Мађарска       | Коначна ранг-листа 2018. | 24. април 2020.     | 13 (1994, 1996, 1998, 2000, 2002, 2004, 2006, 2008, 2010, 2012, 2014, 2016, 2018) |
| Црна Гора      | Коначна ранг-листа 2018. | 24. април 2020.     | 5 (2010, 2012, 2014, 2016, 2018)                                                  |
| Немачка        | Коначна ранг-листа 2018. | 24. април 2020.     | 13 (1994, 1996, 1998, 2000, 2002, 2004, 2006, 2008, 2010, 2012, 2014, 2016, 2018) |
| Србија         | Коначна ранг-листа 2018. | 24. април 2020.     | 7 (2006, 2008, 2010, 2012, 2014, 2016, 2018)                                      |
| Шпанија        | Коначна ранг-листа 2018. | 24. април 2020.     | 10 (1998, 2000, 2002, 2006, 2008, 2010, 2012, 2014, 2016, 2018)                   |
| Словенија      | Коначна ранг-листа 2018. | 24. април 2020.     | 6 (2002, 2004, 2006, 2010, 2016, 2018)                                            |
| Пољска         | Коначна ранг-листа 2018. | 24. април 2020.     | 6 (1996, 1998, 2006, 2014, 2016, 2018)                                            |
| Чешка          | Коначна ранг-листа 2018. | 24. април 2020.     | 6 (1994, 2002, 2004, 2012, 2016, 2018)                                            |
| Хрватска       | Коначна ранг-листа 2018. | 24. април 2020.     | 10 (1994, 1996, 2004, 2006, 2008, 2010, 2012, 2014, 2016, 2018)                   |

Подебљане године означавају победника првенства одржаним те године, косе године означавају домаћина првенства одржаним те године.

## Жреб
Шешири су објављени 7. маја 2020. Жреб је одржан 18. јуна 2020. у Бечу, Аустрија.
| Први шешир                                  | Други шешир                              | Трећи шешир                              | Четврти шешир                           |
| ------------------------------------------- | ---------------------------------------- | ---------------------------------------- | --------------------------------------- |
| - Француска - Русија - Холандија - Румунија | - Норвешка - Шведска - Мађарска - Данска | - Црна Гора - Немачка - Србија - Шпанија | - Словенија - Пољска - Чешка - Хрватска |

## Судије
Дана 9. октобра 2020, десет судијских парова је изабрано да ће судити на првенству. Два нова пара су додана уочи другог круга такмичења.
| Судије              | Судије                              |
| ------------------- | ----------------------------------- |
| Аустрија            | Ана Вранеш Марлис Венингер          |
| Босна и Херцеговина | Весна Балван Татјана Праштало       |
| Данска              | Карина Кристиансен Лине Хансен      |
| Француска           | Шарлота Бонавентура Жил Бонавентура |
| Грчка               | Иоана Христиди Иоана Папаматеоу     |
| Литванија           | Викторија Кијаускајте Аушра Жалене  |

| Судије      | Судије                               |
| ----------- | ------------------------------------ |
| Црна Гора   | Јелена Митровић Анђелина Кажанегра   |
| Пољска      | Малгожата Лидацка Уршула Лесјак      |
| Португалија | Ваниа Са Марта Са                    |
| Румунија    | Кристина Настасје Симона Станку      |
| Русија      | Викторија Алпаидзе Татјана Березкина |
| Србија      | Вања Антић Јелена Јаковљевић         |

## Групна фаза
Сва врмена су локална (UTC+1).

### Група А
|    | Репрезентација | Ут. | Поб. | Н. | Пор. | Пос. | При. | Гр. | Бод. |
| -- | -------------- | --- | ---- | -- | ---- | ---- | ---- | --- | ---- |
| 1. | Француска      | 3   | 3    | 0  | 0    | 74   | 60   | +14 | 6    |
| 2. | Данска         | 3   | 2    | 0  | 1    | 78   | 65   | +13 | 4    |
| 3. | Црна Гора      | 3   | 1    | 0  | 2    | 68   | 77   | −9  | 2    |
| 4. | Словенија      | 3   | 0    | 0  | 3    | 65   | 83   | −18 | 0    |

| 4. децембар 2020. 18:15 | Француска       | 24 : 23   | Црна Гора               | Јиске банк боксен, Хернинг Судије: Са, Са (ПОР) |
| 4. децембар 2020. 18:15 | четири играча 3 | (11 : 12) | Мехмедовић. Радичевић 5 | Јиске банк боксен, Хернинг Судије: Са, Са (ПОР) |
| 4. децембар 2020. 18:15 | 1×              | Детаљи    | 6×                      | Јиске банк боксен, Хернинг Судије: Са, Са (ПОР) |

| 4. децембар 2020. 20:30 | Данска  | 30 : 23   | Словенија         | Јиске банк боксен, Хернинг Судије: Антић, Јаковљевић (СРБ) |
| 4. децембар 2020. 20:30 | Нолсе 6 | (14 : 12) | Лазовић, Љепоја 5 | Јиске банк боксен, Хернинг Судије: Антић, Јаковљевић (СРБ) |
| 4. децембар 2020. 20:30 | 5× 1×   | Детаљи    | 5× 2×             | Јиске банк боксен, Хернинг Судије: Антић, Јаковљевић (СРБ) |

| 6. децембар 2020. 18:15 | Словенија       | 17 : 27  | Француска             | Јиске банк боксен, Хернинг Судије: Христиди, Папаматеоу (ГРЧ) |
| 6. децембар 2020. 18:15 | Грос, Лазовић 4 | (6 : 12) | Лакрабер, Нзе Минко 7 | Јиске банк боксен, Хернинг Судије: Христиди, Папаматеоу (ГРЧ) |
| 6. децембар 2020. 18:15 | 5×              | Детаљи   | 8× 1×                 | Јиске банк боксен, Хернинг Судије: Христиди, Папаматеоу (ГРЧ) |

| 6. децембар 2020. 20:30 | Црна Гора              | 19 : 28   | Данска       | Јиске банк боксен, Хернинг Судије: Настасје, Станку (РУМ) |
| 6. децембар 2020. 20:30 | Радичевић, Рамусовић 4 | (11 : 13) | три играча 4 | Јиске банк боксен, Хернинг Судије: Настасје, Станку (РУМ) |
| 6. децембар 2020. 20:30 | 1×                     | Детаљи    | 2×           | Јиске банк боксен, Хернинг Судије: Настасје, Станку (РУМ) |

| 8. децембар 2020. 18:30 | Црна Гора   | 26 : 25  | Словенија | Јиске банк боксен, Хернинг Судије: Са, Са (ПОР) |
| 8. децембар 2020. 18:30 | Радичевић 9 | (15 : 9) | Грос 7    | Јиске банк боксен, Хернинг Судије: Са, Са (ПОР) |
| 8. децембар 2020. 18:30 | 2×          | Детаљи   | 2×        | Јиске банк боксен, Хернинг Судије: Са, Са (ПОР) |

| 8. децембар 2020. 20:30 | Француска     | 23 : 20   | Данска       | Јиске банк боксен, Хернинг Судије: Настасје, Станку (РУМ) |
| 8. децембар 2020. 20:30 | Канор, Зади 5 | (12 : 11) | три играча 4 | Јиске банк боксен, Хернинг Судије: Настасје, Станку (РУМ) |
| 8. децембар 2020. 20:30 | 4× 1×         | Детаљи    | 2× 1×        | Јиске банк боксен, Хернинг Судије: Настасје, Станку (РУМ) |

### Група Б
|    | Репрезентација | Ут. | Поб. | Н. | Пор. | Пос. | При. | Гр. | Бод. |
| -- | -------------- | --- | ---- | -- | ---- | ---- | ---- | --- | ---- |
| 1. | Русија         | 3   | 2    | 0  | 0    | 85   | 70   | +15 | 6    |
| 2. | Шведска        | 3   | 1    | 1  | 1    | 76   | 76   | 0   | 3    |
| 3. | Шпанија        | 3   | 1    | 1  | 1    | 72   | 78   | −6  | 3    |
| 4. | Чешка          | 3   | 0    | 0  | 3    | 69   | 78   | −9  | 0    |

| 3. децембар 2020. 18:15 | Русија          | 31 : 22   | Шпанија      | Јиске банк боксен, Хернинг Гледалаца: 500 Судије: Настасје, Станку (РУМ) |
| 3. децембар 2020. 18:15 | четири играча 4 | (13 : 11) | три играча 4 | Јиске банк боксен, Хернинг Гледалаца: 500 Судије: Настасје, Станку (РУМ) |
| 3. децембар 2020. 18:15 | 3× 2×           | Детаљи    | 6× 1×        | Јиске банк боксен, Хернинг Гледалаца: 500 Судије: Настасје, Станку (РУМ) |

| 3. децембар 2020. 20:30 | Шведска | 27 : 23   | Чешка        | Јиске банк боксен, Хернинг Судије: Антић, Јаковљевић (СРБ) |
| 3. децембар 2020. 20:30 | Блом 5  | (13 : 13) | Јержабкова 8 | Јиске банк боксен, Хернинг Судије: Антић, Јаковљевић (СРБ) |
| 3. децембар 2020. 20:30 | 7× 4×   | Детаљи    | 1×           | Јиске банк боксен, Хернинг Судије: Антић, Јаковљевић (СРБ) |

| 5. децембар 2020. 18:15 | Чешка        | 22 : 24   | Русија          | Јиске банк боксен, Хернинг Судије: Са, Са (ПОР) |
| 5. децембар 2020. 18:15 | Јержабкова 6 | (13 : 15) | четири играча 3 | Јиске банк боксен, Хернинг Судије: Са, Са (ПОР) |
| 5. децембар 2020. 18:15 | 3× 2×        | Детаљи    | 3× 1×           | Јиске банк боксен, Хернинг Судије: Са, Са (ПОР) |

| 5. децембар 2020. 20:30 | Шпанија  | 23 : 23   | Шведска  | Јиске банк боксен, Хернинг Судије: Настасје, Станку (РУМ) |
| 5. децембар 2020. 20:30 | Пена 6   | (13 : 10) | Петрен 8 | Јиске банк боксен, Хернинг Судије: Настасје, Станку (РУМ) |
| 5. децембар 2020. 20:30 | 4× 2× 1× | Детаљи    | 5× 1×    | Јиске банк боксен, Хернинг Судије: Настасје, Станку (РУМ) |

| 7. децембар 2020. 18:15 | Шпанија   | 27 : 24   | Чешка        | Јиске банк боксен, Хернинг Судије: Антић, Јаковљевић (СРБ) |
| 7. децембар 2020. 18:15 | Мартин 12 | (11 : 16) | Јержабкова 8 | Јиске банк боксен, Хернинг Судије: Антић, Јаковљевић (СРБ) |
| 7. децембар 2020. 18:15 | 4× 1×     | Детаљи    | 3× 2×        | Јиске банк боксен, Хернинг Судије: Антић, Јаковљевић (СРБ) |

| 7. децембар 2020. 20:30 | Русија     | 30 : 26   | Шведска         | Јиске банк боксен, Хернинг Судије: Христиди, Папаматеоу (ГРЧ) |
| 7. децембар 2020. 20:30 | Дмитрева 6 | (15 : 13) | Торлејфсдотир 6 | Јиске банк боксен, Хернинг Судије: Христиди, Папаматеоу (ГРЧ) |
| 7. децембар 2020. 20:30 | 4×         | Детаљи    | 1× 4×           | Јиске банк боксен, Хернинг Судије: Христиди, Папаматеоу (ГРЧ) |

### Група Ц
|    | Репрезентација | Ут. | Поб. | Н. | Пор. | Пос. | При. | Гр. | Бод. |
| -- | -------------- | --- | ---- | -- | ---- | ---- | ---- | --- | ---- |
| 1. | Хрватска       | 3   | 3    | 0  | 0    | 76   | 71   | +5  | 6    |
| 2. | Мађарска       | 3   | 1    | 0  | 2    | 84   | 78   | +6  | 2    |
| 3. | Холандија      | 3   | 1    | 0  | 2    | 78   | 80   | −2  | 2    |
| 4. | Србија         | 3   | 1    | 0  | 2    | 79   | 88   | −9  | 2    |

| 4. децембар 2020. 18:15 | Мађарска  | 22 : 24   | Хрватска    | Сидбанк арена, Колдинг Судије: Митровић, Кажанегра (ЦГ) |
| 4. децембар 2020. 18:15 | Клујбер 9 | (12 : 12) | Мичијевић 4 | Сидбанк арена, Колдинг Судије: Митровић, Кажанегра (ЦГ) |
| 4. децембар 2020. 18:15 | 6× 1×     | Детаљи    | 3×          | Сидбанк арена, Колдинг Судије: Митровић, Кажанегра (ЦГ) |

| 5. децембар 2020. 20:30 | Холандија | 25 : 29  | Србија   | Сидбанк арена, Колдинг Судије: Алпаидзе, Березкина (РУС) |
| 5. децембар 2020. 20:30 | Снелдер 5 | (15 : 9) | Крпеж 10 | Сидбанк арена, Колдинг Судије: Алпаидзе, Березкина (РУС) |
| 5. децембар 2020. 20:30 | 4× 1×     | Детаљи   | 1×       | Сидбанк арена, Колдинг Судије: Алпаидзе, Березкина (РУС) |

| 6. децембар 2020. 16:00 | Србија         | 26 : 38   | Мађарска | Сидбанк арена, Колдинг Судије: Бонавентура, Бонавентура (ФРА) |
| 6. децембар 2020. 16:00 | Радосављевић 5 | (11 : 20) | Зачик 10 | Сидбанк арена, Колдинг Судије: Бонавентура, Бонавентура (ФРА) |
| 6. децембар 2020. 16:00 | 3×             | Детаљи    | 1×       | Сидбанк арена, Колдинг Судије: Бонавентура, Бонавентура (ФРА) |

| 6. децембар 2020. 18:15 | Хрватска | 27 : 25   | Холандија       | Сидбанк арена, Колдинг Судије: Кристијансен, Хансен (ДАН) |
| 6. децембар 2020. 18:15 | Калаус 9 | (13 : 14) | Абинг, Далфер 5 | Сидбанк арена, Колдинг Судије: Кристијансен, Хансен (ДАН) |
| 6. децембар 2020. 18:15 | 4× 1×    | Детаљи    | 4× 3×           | Сидбанк арена, Колдинг Судије: Кристијансен, Хансен (ДАН) |

| 8. децембар 2020. 18:15 | Србија  | 24 : 25   | Хрватска | Сидбанк арена, Колдинг Судије: Кристијансен, Хансен (ДАН) |
| 8. децембар 2020. 18:15 | Крпеж 5 | (14 : 14) | Крсник 6 | Сидбанк арена, Колдинг Судије: Кристијансен, Хансен (ДАН) |
| 8. децембар 2020. 18:15 | 3× 1×   | Детаљи    | 4× 2×    | Сидбанк арена, Колдинг Судије: Кристијансен, Хансен (ДАН) |

| 8. децембар 2020. 20:30 | Холандија | 28 : 24   | Мађарска     | Сидбанк арена, Колдинг Судије: Бонавентура, Бонавентура (ФРА) |
| 8. децембар 2020. 20:30 | Дулфер 8  | (13 : 15) | три играча 4 | Сидбанк арена, Колдинг Судије: Бонавентура, Бонавентура (ФРА) |
| 8. децембар 2020. 20:30 | 2× 1×     | Детаљи    | 1×           | Сидбанк арена, Колдинг Судије: Бонавентура, Бонавентура (ФРА) |

### Група Д
|    | Репрезентација | Ут. | Поб. | Н. | Пор. | Пос. | При. | Гр. | Бод. |
| -- | -------------- | --- | ---- | -- | ---- | ---- | ---- | --- | ---- |
| 1. | Норвешка       | 3   | 3    | 0  | 0    | 105  | 65   | +40 | 6    |
| 2. | Немачка        | 3   | 1    | 1  | 1    | 66   | 82   | −16 | 3    |
| 3. | Румунија       | 3   | 1    | 0  | 2    | 67   | 74   | −7  | 2    |
| 4. | Пољска         | 3   | 0    | 1  | 2    | 67   | 84   | −17 | 1    |

| 3. децембар 2020. 18:00 | Румунија | 19 : 22   | Немачка      | Сидбанк арена, Колдинг Судије: Бонавентура, Бонавентура (ФРА) |
| 3. децембар 2020. 18:00 | Неагу 4  | (10 : 13) | три играча 4 | Сидбанк арена, Колдинг Судије: Бонавентура, Бонавентура (ФРА) |
| 3. децембар 2020. 18:00 | 6× 1×    | Детаљи    | 2× 1×        | Сидбанк арена, Колдинг Судије: Бонавентура, Бонавентура (ФРА) |

| 3. децембар 2020. 20:30 | Норвешка        | 35 : 22   | Пољска  | Сидбанк арена, Колдинг Судије: Христиди, Папаматеоу (ГРЧ) |
| 3. децембар 2020. 20:30 | Мерк, Рејстад 6 | (17 : 13) | Генга 6 | Сидбанк арена, Колдинг Судије: Христиди, Папаматеоу (ГРЧ) |
| 3. децембар 2020. 20:30 | 6×              | Детаљи    | 6× 3×   | Сидбанк арена, Колдинг Судије: Христиди, Папаматеоу (ГРЧ) |

| 5. децембар 2020. 16:00 | Пољска   | 24 : 28   | Румунија | Сидбанк арена, Колдинг Судије: Кристијансен, Хансен (ДАН) |
| 5. децембар 2020. 16:00 | Росјак 7 | (15 : 11) | Неагу 8  | Сидбанк арена, Колдинг Судије: Кристијансен, Хансен (ДАН) |
| 5. децембар 2020. 16:00 | 3× 1×    | Детаљи    | 2×       | Сидбанк арена, Колдинг Судије: Кристијансен, Хансен (ДАН) |

| 5. децембар 2020. 18:15 | Немачка       | 23 : 42   | Норвешка | Сидбанк арена, Колдинг Судије: Митровић, Кажанегра (ЦГ) |
| 5. децембар 2020. 18:15 | Белк, Смитс 4 | (14 : 22) | Мерк 12  | Сидбанк арена, Колдинг Судије: Митровић, Кажанегра (ЦГ) |
| 5. децембар 2020. 18:15 | 5×            | Детаљи    | 3× 1×    | Сидбанк арена, Колдинг Судије: Митровић, Кажанегра (ЦГ) |

| 7. децембар 2020. 18:15 | Немачка | 21 : 21 | Пољска   | Сидбанк арена, Колдинг Судије: Алпаидзе, Березкина (РУС) |
| 7. децембар 2020. 18:15 | Цапф 4  | (9 : 8) | Росјак 4 | Сидбанк арена, Колдинг Судије: Алпаидзе, Березкина (РУС) |
| 7. децембар 2020. 18:15 | 6× 1×   | Детаљи  | 3× 1×    | Сидбанк арена, Колдинг Судије: Алпаидзе, Березкина (РУС) |

| 7. децембар 2020. 20:30 | Румунија | 20 : 28   | Норвешка | Сидбанк арена, Колдинг Судије: Митровић, Кажанегра (ЦГ) |
| 7. децембар 2020. 20:30 | Остасе 6 | (13 : 13) | Херем 6  | Сидбанк арена, Колдинг Судије: Митровић, Кажанегра (ЦГ) |
| 7. децембар 2020. 20:30 | 3×       | Детаљи    | 2×       | Сидбанк арена, Колдинг Судије: Митровић, Кажанегра (ЦГ) |

## Други круг
Бодови који су освојени у групној фази између тима који је такође прошао исту се преносе у други круг. По две најбоље репрезентације из сваке групе ће се пласирати у полуфинале, док ће трећепласиране играти утакмицу за 5. место.

### Група 1
|    | Репрезентација | Ут. | Поб. | Н. | Пор. | Пос. | При. | Гр. | Бод. |
| -- | -------------- | --- | ---- | -- | ---- | ---- | ---- | --- | ---- |
| 1. | Француска      | 5   | 4    | 1  | 0    | 132  | 121  | +11 | 9    |
| 2. | Данска         | 5   | 4    | 0  | 1    | 136  | 111  | +25 | 8    |
| 3. | Русија         | 5   | 3    | 1  | 1    | 136  | 129  | +7  | 7    |
| 4. | Црна Гора      | 5   | 1    | 1  | 3    | 122  | 127  | −5  | 3    |
| 5. | Шпанија        | 5   | 0    | 2  | 3    | 120  | 140  | −20 | 2    |
| 6. | Шведска        | 5   | 0    | 1  | 4    | 121  | 139  | −18 | 1    |

| 10. децембар 2020. 18:15 | Црна Гора    | 23 : 24   | Русија       | Јиске банк боксен, Хернинг Судије: Антић, Јаковљевић (СРБ) |
| 10. децембар 2020. 18:15 | Деспотовић 7 | (13 : 13) | три играча 4 | Јиске банк боксен, Хернинг Судије: Антић, Јаковљевић (СРБ) |
| 10. децембар 2020. 18:15 | 3× 1×        | Детаљи    | 3× 1×        | Јиске банк боксен, Хернинг Судије: Антић, Јаковљевић (СРБ) |

| 10. децембар 2020. 20:30 | Француска  | 26 : 25   | Шпанија  | Јиске банк боксен, Хернинг Судије: Лидацка, Лесјак (ПОЉ) |
| 10. децембар 2020. 20:30 | Лакрабер 5 | (16 : 10) | Мартин 9 | Јиске банк боксен, Хернинг Судије: Лидацка, Лесјак (ПОЉ) |
| 10. децембар 2020. 20:30 | 3× 1×      | Детаљи    | 3× 1×    | Јиске банк боксен, Хернинг Судије: Лидацка, Лесјак (ПОЉ) |

| 11. децембар 2020. 18:15 | Француска                   | 28 : 28   | Русија       | Јиске банк боксен, Хернинг Судије: Са, Са (ПОР) |
| 11. децембар 2020. 18:15 | Нзе Минко, Серсјен-Уголин 5 | (16 : 19) | три играча 5 | Јиске банк боксен, Хернинг Судије: Са, Са (ПОР) |
| 11. децембар 2020. 18:15 | 5× 2×                       | Детаљи    | 4× 3×        | Јиске банк боксен, Хернинг Судије: Са, Са (ПОР) |

| 11. децембар 2020. 20:30 | Данска     | 24 : 22   | Шведска         | Јиске банк боксен, Хернинг Судије: Кијаускајте, Жалене (ЛИТ) |
| 11. децембар 2020. 20:30 | Транборг 6 | (13 : 12) | Торлејфсдотир 4 | Јиске банк боксен, Хернинг Судије: Кијаускајте, Жалене (ЛИТ) |
| 11. децембар 2020. 20:30 | 5× 1×      | Детаљи    | 5× 1×           | Јиске банк боксен, Хернинг Судије: Кијаускајте, Жалене (ЛИТ) |

| 13. децембар 2020. 18:15 | Црна Гора    | 31 : 25   | Шведска | Јиске банк боксен, Хернинг Судије: Лидацка, Лесјак (ПОЉ) |
| 13. децембар 2020. 18:15 | Радичевић 11 | (16 : 10) | Блом 8  | Јиске банк боксен, Хернинг Судије: Лидацка, Лесјак (ПОЉ) |
| 13. децембар 2020. 18:15 | 3× 2×        | Детаљи    | 3×      | Јиске банк боксен, Хернинг Судије: Лидацка, Лесјак (ПОЉ) |

| 13. децембар 2020. 20:30 | Данска | 34 : 24   | Шпанија     | Јиске банк боксен, Хернинг Судије: Настасје, Станку (РУМ) |
| 13. децембар 2020. 20:30 | Реј 6  | (17 : 10) | Фернандез 4 | Јиске банк боксен, Хернинг Судије: Настасје, Станку (РУМ) |
| 13. децембар 2020. 20:30 | 4×     | Детаљи    | 4×          | Јиске банк боксен, Хернинг Судије: Настасје, Станку (РУМ) |

| 15. децембар 2020. 16:00 | Црна Гора   | 26 : 26   | Шпанија | Јиске банк боксен, Хернинг Судије: Кијаускајте, Жалене (ЛИТ) |
| 15. децембар 2020. 16:00 | Радичевић 7 | (11 : 17) | Пена 6  | Јиске банк боксен, Хернинг Судије: Кијаускајте, Жалене (ЛИТ) |
| 15. децембар 2020. 16:00 | 2× 1×       | Детаљи    | 3× 1×   | Јиске банк боксен, Хернинг Судије: Кијаускајте, Жалене (ЛИТ) |

| 15. децембар 2020. 18:15 | Француска   | 31 : 25   | Шведска  | Јиске банк боксен, Хернинг Судије: Антић, Јаковљевић (СРБ) |
| 15. децембар 2020. 18:15 | Нзе Минко 6 | (14 : 14) | Гулден 5 | Јиске банк боксен, Хернинг Судије: Антић, Јаковљевић (СРБ) |
| 15. децембар 2020. 18:15 | 1×          | Детаљи    | 1× 2×    | Јиске банк боксен, Хернинг Судије: Антић, Јаковљевић (СРБ) |

| 15. децембар 2020. 20:30 | Данска    | 30 : 23  | Русија       | Јиске банк боксен, Хернинг Судије: Митровић, Кажанегра (ЦГ) |
| 15. децембар 2020. 20:30 | Хејлунд 7 | (13 : 9) | Дмитријева 9 | Јиске банк боксен, Хернинг Судије: Митровић, Кажанегра (ЦГ) |
| 15. децембар 2020. 20:30 | 2×        | Детаљи   | 4×           | Јиске банк боксен, Хернинг Судије: Митровић, Кажанегра (ЦГ) |

### Група 2
|    | Репрезентација | Ут. | Поб. | Н. | Пор. | Пос. | При. | Гр. | Бод. |
| -- | -------------- | --- | ---- | -- | ---- | ---- | ---- | --- | ---- |
| 1. | Норвешка       | 5   | 5    | 0  | 0    | 170  | 114  | +56 | 10   |
| 2. | Хрватска       | 5   | 4    | 0  | 1    | 124  | 123  | +1  | 8    |
| 3. | Холандија      | 5   | 3    | 0  | 2    | 141  | 134  | +7  | 6    |
| 4. | Немачка        | 5   | 2    | 0  | 3    | 124  | 137  | −13 | 4    |
| 5. | Мађарска       | 5   | 1    | 0  | 4    | 118  | 140  | −22 | 2    |
| 6. | Румунија       | 5   | 0    | 0  | 5    | 107  | 136  | −29 | 0    |

| 10. децембар 2020. 18:15 | Хрватска   | 25 : 20   | Румунија | Сидбанк арена, Колдинг Судије: Алпаидзе, Березкина (РУС) |
| 10. децембар 2020. 18:15 | Блажевић 7 | (14 : 10) | Неагу 6  | Сидбанк арена, Колдинг Судије: Алпаидзе, Березкина (РУС) |
| 10. децембар 2020. 18:15 | 4× 1×      | Детаљи    | 2× 1×    | Сидбанк арена, Колдинг Судије: Алпаидзе, Березкина (РУС) |

| 10. децембар 2020. 20:30 | Холандија   | 25 : 32   | Норвешка | Сидбанк арена, Колдинг Судије: Христиди, Папаматеоу (ГРЧ) |
| 10. децембар 2020. 20:30 | Малестејн 5 | (10 : 16) | Мерк 8   | Сидбанк арена, Колдинг Судије: Христиди, Папаматеоу (ГРЧ) |
| 10. децембар 2020. 20:30 | 5× 4×       | Детаљи    | 2× 1×    | Сидбанк арена, Колдинг Судије: Христиди, Папаматеоу (ГРЧ) |

| 12. децембар 2020. 16:00 | Мађарска  | 25 : 32   | Немачка | Сидбанк арена, Колдинг Судије: Кристијансен, Хансен (ДАН) |
| 12. децембар 2020. 16:00 | Клујбер 8 | (11 : 13) | Белк 5  | Сидбанк арена, Колдинг Судије: Кристијансен, Хансен (ДАН) |
| 12. децембар 2020. 16:00 | 1×        | Детаљи    | 3×      | Сидбанк арена, Колдинг Судије: Кристијансен, Хансен (ДАН) |

| 12. децембар 2020. 18:15 | Хрватска    | 25 : 36   | Норвешка  | Сидбанк арена, Колдинг Судије: Бонавентура, Бонавентура (ФРА) |
| 12. децембар 2020. 18:15 | Мичијевић 7 | (14 : 15) | Рејстад 7 | Сидбанк арена, Колдинг Судије: Бонавентура, Бонавентура (ФРА) |
| 12. децембар 2020. 18:15 | 5× 1×       | Детаљи    |           | Сидбанк арена, Колдинг Судије: Бонавентура, Бонавентура (ФРА) |

| 14. децембар 2020. 18:15 | Холандија | 28 : 27   | Немачка                  | Сидбанк арена, Колдинг Судије: Алпаидзе, Березкина (РУС) |
| 14. децембар 2020. 18:15 | Абинг 8   | (14 : 15) | Бенке, Најдзинавицијус 4 | Сидбанк арена, Колдинг Судије: Алпаидзе, Березкина (РУС) |
| 14. децембар 2020. 18:15 | 1×        | Детаљи    | 6× 1×                    | Сидбанк арена, Колдинг Судије: Алпаидзе, Березкина (РУС) |

| 14. децембар 2020. 20:30 | Мађарска | 26 : 24   | Румунија | Сидбанк арена, Колдинг Судије: Митровић, Кажанегра (ЦГ) |
| 14. децембар 2020. 20:30 | Шацл 7   | (13 : 14) | Остасе 8 | Сидбанк арена, Колдинг Судије: Митровић, Кажанегра (ЦГ) |
| 14. децембар 2020. 20:30 | 2× 1×    | Детаљи    | 3×       | Сидбанк арена, Колдинг Судије: Митровић, Кажанегра (ЦГ) |

| 15. децембар 2020. 16:00 | Холандија      | 35 : 24   | Румунија | Сидбанк арена, Колдинг Судије: Са, Са (ПОР) |
| 15. децембар 2020. 16:00 | Ван Ветеринг 8 | (16 : 12) | Ласло 7  | Сидбанк арена, Колдинг Судије: Са, Са (ПОР) |
| 15. децембар 2020. 16:00 | 3× 1×          | Детаљи    | 1× 2×    | Сидбанк арена, Колдинг Судије: Са, Са (ПОР) |

| 15. децембар 2020. 18:15 | Хрватска  | 23 : 20   | Немачка    | Сидбанк арена, Колдинг Судије: Кристијансен, Хансен (ДАН) |
| 15. децембар 2020. 18:15 | Дебелић 6 | (12 : 12) | Мајдхорф 9 | Сидбанк арена, Колдинг Судије: Кристијансен, Хансен (ДАН) |
| 15. децембар 2020. 18:15 | 5× 1×     | Детаљи    | 5× 1×      | Сидбанк арена, Колдинг Судије: Кристијансен, Хансен (ДАН) |

| 15. децембар 2020. 20:30 | Мађарска  | 21 : 32  | Норвешка | Сидбанк арена, Колдинг Судије: Христиди, Папаматеу (ГРЧ) |
| 15. децембар 2020. 20:30 | Ковачич 7 | (9 : 17) | Мерк 7   | Сидбанк арена, Колдинг Судије: Христиди, Папаматеу (ГРЧ) |
| 15. децембар 2020. 20:30 | 3× 1×     | Детаљи   | 1×       | Сидбанк арена, Колдинг Судије: Христиди, Папаматеу (ГРЧ) |

## Завршни круг
|  | Полуфинале   | Полуфинале |              |    | Финале | Финале |
|  |              |            |              |    |        |        |
|  | 18. децембар |            |              |    |        |        |
|  |              |            |              |    |        |        |
|  | Француска    | 30         |              |    |        |        |
|  | Француска    | 30         | 20. децембар |    |        |        |
|  | Хрватска     | 19         |              |    |        |        |
|  | Хрватска     | 19         | Француска    | 20 |        |        |
|  | 18. децембар |            | Француска    | 20 |        |        |
|  |              | Норвешка   | 22           |    |        |        |
|  | Норвешка     | Норвешка   | 22           | 27 |        |        |
|  | Норвешка     |            |              | 27 |        |        |
|  | Данска       | 24         |              |    |        |        |
|  | Данска       | 24         | За 3. место  |    |        |        |
|  |              |            |              |    |        |        |
|  | 20. децембар |            |              |    |        |        |
|  |              |            |              |    |        |        |
|  | Хрватска     | 25         |              |    |        |        |
|  | Хрватска     | 25         |              |    |        |        |
|  | Данска       | 19         |              |    |        |        |

### Утакмица за пето место
| 18. децембар 2020. 15:30 | Русија      | 33 : 27   | Холандија | Јиске банк боксен, Хернинг Судије: Са, Са (ПОР) |
| 18. децембар 2020. 15:30 | Ведјохина 6 | (18 : 13) | Абинг 10  | Јиске банк боксен, Хернинг Судије: Са, Са (ПОР) |
| 18. децембар 2020. 15:30 | 3× 2×       | Детаљи    | 3× 2×     | Јиске банк боксен, Хернинг Судије: Са, Са (ПОР) |

### Полуфинале
| 18. децембар 2020. 18:00 | Француска       | 30 : 19  | Хрватска     | Јиске банк боксен, Хернинг Судије: Кристијансен, Хансен (ДАН) |
| 18. децембар 2020. 18:00 | четири играча 4 | (15 : 5) | три играча 3 | Јиске банк боксен, Хернинг Судије: Кристијансен, Хансен (ДАН) |
| 18. децембар 2020. 18:00 | 1×              | Детаљи   | 2× 1×        | Јиске банк боксен, Хернинг Судије: Кристијансен, Хансен (ДАН) |

| 18. децембар 2020. 20:30 | Норвешка | 27 : 24   | Данска | Јиске банк боксен, Хернинг Судије: Настасје, Станку (РУМ) |
| 18. децембар 2020. 20:30 | Мерк 6   | (10 : 13) | Реј 7  | Јиске банк боксен, Хернинг Судије: Настасје, Станку (РУМ) |
| 18. децембар 2020. 20:30 | 1×       | Детаљи    | 3× 2×  | Јиске банк боксен, Хернинг Судије: Настасје, Станку (РУМ) |

### Утакмица за треће место
| 20. децембар 2020. 15:30 | Хрватска         | 25 : 19   | Данска                   | Јиске банк боксен, Хернинг Судије: Митровић, Кажанегра (ЦГ) |
| 20. децембар 2020. 15:30 | Јежић, Посавец 5 | (11 : 11) | А. М. Хансен, Транборг 4 | Јиске банк боксен, Хернинг Судије: Митровић, Кажанегра (ЦГ) |
| 20. децембар 2020. 15:30 | 1×               | Детаљи    | 2× 1×                    | Јиске банк боксен, Хернинг Судије: Митровић, Кажанегра (ЦГ) |

### Финале
| 20. децембар 2020. 18:00 | Француска | 20 : 22   | Норвешка     | Јиске банк боксен, Хернинг Судије: Алпаидзе, Березкина (РУС) |
| 20. децембар 2020. 18:00 | Фопа 5    | (10 : 14) | три играча 4 | Јиске банк боксен, Хернинг Судије: Алпаидзе, Березкина (РУС) |
| 20. децембар 2020. 18:00 | 3× 1×     | Детаљи    | 3×           | Јиске банк боксен, Хернинг Судије: Алпаидзе, Березкина (РУС) |

## Коначни пласман и признања

### Пласман
|  | Квалификован за Светско првенство 2021.                      |
|  | Квалификован за Светско првенство 2021. као домаћин          |
|  | Квалификован за Светско првенство 2021. као бранилац титуле. |

| Поз. | Репрезентација |
| ---- | -------------- |
|      | Норвешка       |
| 2    | Француска      |
| 3    | Хрватска       |
| 4    | Данска         |
| 5    | Русија         |
| 6    | Холандија      |
| 7    | Немачка        |
| 8    | Црна Гора      |
| 9    | Шпанија        |
| 10   | Мађарска       |
| 11   | Шведска        |
| 12   | Румунија       |
| 13   | Србија         |
| 14   | Пољска         |
| 15   | Чешка          |
| 16   | Словенија      |

| Европско првенство у рукомету за жене 2020. · Норвешка · 8. титула Ростер: Емили Станг Сандо, Хени Рејстад, Емили Хег Арнсен, Вероника Кристијансен, Марит Малм Фрафјорд, Хејди Леке, Стине Скогранд, Нора Мерк, Стине Бредал Офтедал, Малин Авне, Сије Солберг, Кари Братсет Дале, Катрин Лунде, Марит Ресберг Јакобсен, Камила Херем, Сана Солберг Исаксен, Кристин Брејстел, Марта Томак, Рике Гранлунд. · Селектор: Торир Хергејрсон. |

| Позиција                 | Играч                 |
| ------------------------ | --------------------- |
| Голман                   | Сандра Тофт           |
| Лево крило               | Камила Херен          |
| Леви бек                 | Владлена Бобровникова |
| Централни бек            | Стине Бредал Офтедал  |
| Десни бек                | Нора Мерк             |
| Десно крило              | Јованка Радичевић     |
| Пивот                    | Ана Дебелић           |
| Најбољи одбрамбени играч | Лине Хавстед          |
| Најбољи играч            | Естел Нзе Минко       |